# 5562 Sumi
5562 Sumi è un asteroide della fascia principale. Scoperto nel 1991, presenta un'orbita caratterizzata da un semiasse maggiore pari a 2,4849221 au e da un'eccentricità di 0,1127589, inclinata di 7,62336° rispetto all'eclittica.